# Aino Kuusinen
Aino Kuusinen zd. Turtiainen, primo voto Sarola (ur. 3 maja 1893 w Helsingforsie, zm. 1 września 1970) – fińska działaczka komunistyczna, agentka Razwiedupru (wywiadu Armii Czerwonej), autorka wspomnień.

## Życiorys
Pochodziła z rodziny robotniczej. Ukończyła szkołę ludową, następnie uczyła się w szkole medycznej przy szpitalu chirurgicznym w Helsinkach. Po ukończeniu szkoły wyszła za mąż za inżyniera kolejowego Leo Sarolę, jednak, jak stwierdziła we wspomnieniach, jej małżeństwo nie było szczęśliwe. Sympatyzowała z lewym skrzydłem Socjaldemokratycznej Partii Finlandii, ale nie była członkinią partii. W 1919 r. małżeństwo Sarola udzieliło w swoim domu schronienia fińskiemu komuniście Otto Kuusinenowi, przybyłemu nielegalnie do Finlandii z RFSRR w celu skonsolidowania struktur ruchu komunistycznego.
W 1922 r. przeprowadziła się do Moskwy. W tym samym roku wstąpiła do Rosyjskiej Komunistycznej Partii (bolszewików). Od 1921 r. pracowała dla Kominternu. Była referentką ds. Skandynawii w wydziale informacji Kominternu, była również kierowana do prowadzenia nielegalnych, podziemnych działań w ruchach komunistycznych w Niemczech, Finlandii, Szwecji, Kanadzie i Stanach Zjednoczonych (gdzie powierzono jej zadanie doprowadzenia do zakończenia wewnętrznego rozłamu w partii komunistycznej). Krótko po przyjeździe do ZSRR wyszła za mąż za Otto Kuusinena. Małżonkowie zamieszkali początkowo w hotelu Lux, gdzie zakwaterowano kierownictwo Kominternu, następnie na Kremlu i wreszcie w tzw. domu rządowym, wzniesionym dla radzieckiej elity państwowej, partyjnej i wojskowej.
Od 1933 r. pracowała dla Zarządu Wywiadowczego (Razwiedupru) Armii Czerwonej. Władała, oprócz ojczystego języka fińskiego, językami norweskim, duńskim, niemieckim, angielskim i włoskim. W latach 1934–1935 działała w Chinach, w siatce rezydenta Jakowa Bronina. Wyjechała z Chin po rozbiciu grupy i aresztowaniu Bronina. Od stycznia 1936 do października 1937 r., wysłana przez Razwiedupr do Japonii, blisko współpracowała z Richardem Sorgem.
W październiku 1937 r. (w trakcie wielkiej czystki, która objęła także organy służb wywiadowczych) została wezwana do Moskwy i 31 grudnia 1937 r. aresztowana. 3 kwietnia 1939 r. została skazana na osiem lat łagrów. Trafiła do obozu w Workucie, następnie do łagrów w Kazachstanie. Zwolniona w 1946 r., w 1949 r. została aresztowana ponownie i skazana w 1950 r. na 15 lat łagrów. W 1955 r. zwolniona i zrehabilitowana. Otto Kuusinen, który jeszcze w 1935 r. związał się ze studentką Mariną Amiragową, nie zrobił nic, by pomóc swojej żonie. Aino Kuusinen po zwolnieniu nigdy nie spotkała się z mężem, przybyła jedynie na jego pogrzeb w 1964 r. Dopiero po śmierci Kuusinena otrzymała zgodę na wyjazd z ZSRR i odwiedzenie rodziny w Finlandii. Pozostała na Zachodzie.
Autorka wydanych pośmiertnie wspomnień, opublikowanych w 1972 r. w RFN i w Finlandii. Po polsku jej wspomnienia ukazały się w drugim obiegu, pt. Pierścienie przeznaczenia. W Rosji tekst Kuusinen wydano dopiero w 1991 r., po upadku ZSRR.
Jej brat, Toivo Turtiainen, był deputowanym do fińskiego parlamentu z ramienia Socjaldemokratycznej Partii Finlandii.